# Qabatiya
Qabatiya sau Qabatia (Arabă: قباطية‎) este un oraș palestinian aflat în nordul Cisiordaniei, la 6 km sud de Jenin.
Conform Biroului Central de Statistică Palestinian (BCSP), guverboratul avea o populație de 20,198 locuitori în 2007. 

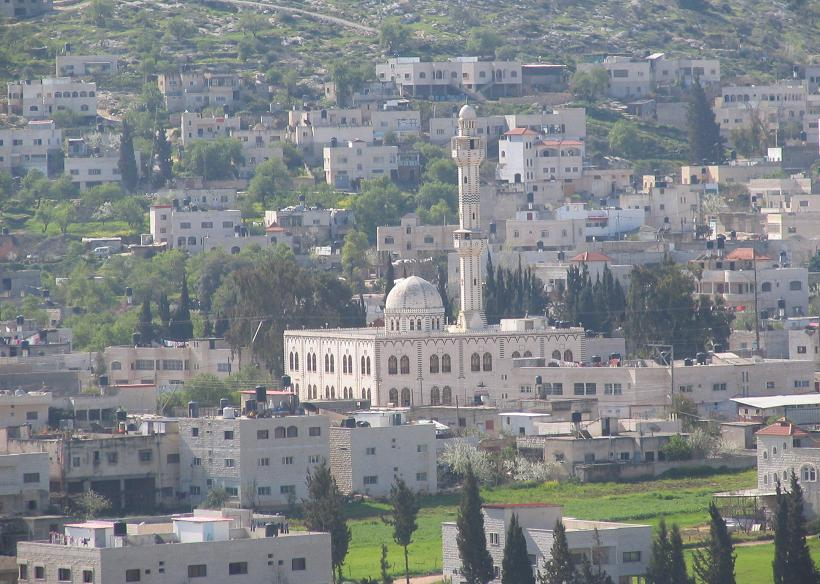
Moscheea Salah al-Din.

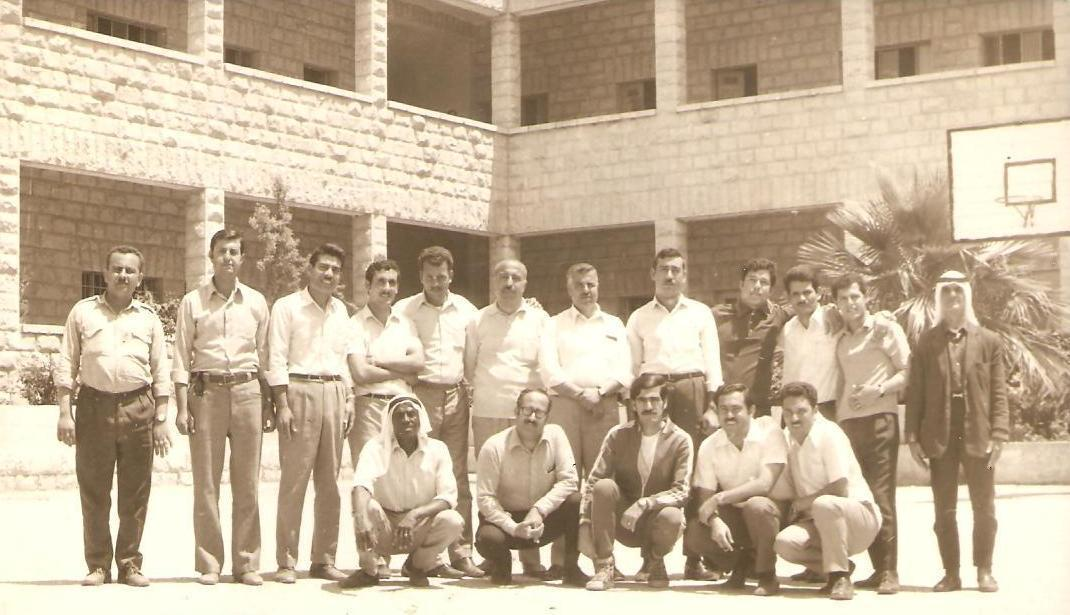
Profesorii de la un liceu de băieți, 1980.

Suprafața sa totală este de 50,547 dunami (50.55 km²), fiind situat la aproximativ 256 metri deasupra nivelului mării. Orașul Qabatiya este faimos pentru plantațiile sale de măslini, agricultura modernă și industria de prelucrare a calcarului. El face parte din guvernoratul Jenin.